# 48. ceremonia wręczenia Cezarów
48. ceremonia wręczenia francuskich nagród filmowych Cezarów za rok 2022 odbyła się 24 lutego 2023 roku w sali koncertowej Olympia.
Nominacje do tej edycji nagród zostały ogłoszone 25 stycznia 2023 roku.
Prowadzących galę w tym roku było dziewięciu.

## Laureaci i nominowani

### Najlepszy film
Producenci − Film
- Caroline Benjo, Barbara Letellier, Carole Scotta, Simon Arnal – Noc 12 października
  - Bruno Levy – Tańcz, Elise
  - Anne-Dominique Toussaint – Niewinny
  - Alexandra Henochsberg, Patrick Sobelman – Forever Young
  - Pierre-Olivier Bardet – Pacifiction

### Najlepszy film zagraniczny
Reżyser − Film • Kraj produkcji
- Rodrigo Sorogoyen − Bestie (Hiszpania)
  - Lukas Dhont − Blisko (Belgia)
  - Tarik Saleh − Chłopiec z niebios (Szwecja)
  - Jerzy Skolimowski − IO (Polska)
  - Ruben Östlund − W trójkącie (Szwecja)

### Najlepszy film debiutancki
- Saint Omer – Alice Diop
  - Falcon Lake – Charlotte Le Bon
  - Najgorsi – Lise Akoka i Romane Gueret
  - Bruno Reidal: Spowiedź mordercy – Vincent Le Port
  - Szóste dziecko – Léopold Legrand

### Najlepszy reżyser
- Dominik Moll – Noc 12 października
  - Louis Garrel – Niewinny
  - Cédric Jimenez – Listopad
  - Cédric Klapisch – Tańcz, Elise
  - Albert Serra – Pacifiction

### Najlepszy scenariusz oryginalny
- Niewinny – Louis Garrel, Tanguy Viel i Naïla Guiguet
  - Forever Young – Valeria Bruni Tedeschi, Noémie Lvovsky i Agnes de Sacy
  - Tańcz, Elise – Cédric Klapisch i Santiago Amigorena
  - Na pełny etat – Eric Gravel
  - Saint Omer – Alice Diop, Amrita David i Marie NDiaye

### Najlepszy scenariusz adaptowany
- Noc 12 października – Gilles Marchand i Dominik Moll
  - Cięcie – Michel Hazanavicius
  - Enquête sur un scandale d'État – Thierry de Peretti i Jeanne Aptekman

### Najlepszy aktor
- Benoît Magimel – Pacifiction jako De Roller
  - Louis Garrel – Niewinny jako Abel
  - Vincent Macaigne – Pamiętnik przelotnego romansu jako Simon
  - Jean Dujardin – Listopad jako Fred
  - Denis Ménochet – Peter von Kant jako Peter Von Kant

### Najlepsza aktorka
- Virginie Efira – Paris Memories jako Mia
  - Juliette Binoche – Między dwoma światami jako Marianne Winckler
  - Laure Calamy – Na pełny etat jako Julie Roy
  - Fanny Ardant – Młodzi kochankowie jako Shauna Loszinsky
  - Adèle Exarchopoulos – Zero Fucks Given jako Cassandre

### Najlepszy aktor w roli drugoplanowej
- Bouli Lanners – Noc 12 października jako Marceau
  - François Civil – Tańcz, Elise jako Yann
  - Micha Lescot – Forever Young jako Pierre Romans
  - Pio Marmaï – Tańcz, Elise jako Loïc
  - Roschdy Zem – Niewinny jako Michel

### Najlepsza aktorka w roli drugoplanowej
- Noémie Merlant – Niewinny jako Clemence
  - Anaïs Demoustier – Listopad jako Ines
  - Anouk Grinberg – Niewinny jako Sylvie
  - Lyna Khoudri – Listopad jako Samia
  - Judith Chemla – Szóste dziecko jako Meriem

### Nadzieja kina (aktor)
- Bastien Bouillon – Noc 12 października jako Yohan Vivès
  - Stéfan Crepon – Peter von Kant jako Karl
  - Dimitri Doré – Bruno Reidal: Spowiedź mordercy jako Bruno Reidal
  - Paul Kircher – Winter Boy jako Lucas Ronis
  - Aliocha Reinert – Johnny jako Johnny

### Nadzieja kina (aktorka)
- Nadia Tereszkiewicz – Forever Young jako Stella
  - Guslagie Malanda – Saint Omer jako Laurence Coly
  - Rebecca Marder – A Radiant Girl jako Irène
  - Marion Barbeau – Tańcz, Elise jako Élise
  - Mallory Wanecque – Najgorsi jako Lily

### Najlepsza muzyka
- Na pełny etat – Irene Dresel
  - Cięcie! – Alexandre Desplat
  - Niewinny – Grégoire Hetzel
  - Noc 12 października – Olivier Marguerit
  - Pacifiction – Marc Verdaguer i Joe Robinson
  - Pasażerowie nocy – Anton Sanko

### Najlepsze zdjęcia
- Pacifiction – Artur Tort
  - Tańcz, Elise – Alexis Kavyrchine
  - Noc 12 października – Patrick Ghiringhelli
  - Forever Young – Julien Poupard
  - Saint Omer – Claire Mathon

### Najlepszy montaż
- Na pełny etat – Mathilde van de Moortel
  - Tańcz Elise – Anne-Sophie Bion
  - Niewinny – Pierre Deschamps
  - Listopad – Laure Gardette
  - Noc 12 października – Laurent Rouan

### Najlepsza scenografia
- Simone Veil, A Woman of the Century – Christian Marti
  - Kolory ognia – Sebastian Birchler
  - Noc 12 października – Michel Barthelemy
  - Pacifiction – Sebastian Vogler
  - Forever Young – Emmanuelle Duplay

### Najlepsze kostiumy
- Simone Veil, A Woman of the Century – Gigi Lepage
  - Kolory ognia – Pierre-Jean Larroque
  - Waiting for Bojangles – Emmanuelle Youchnovski
  - Niewinny – Corinne Bruand
  - Pacifiction – Praxedes de Vilallonga
  - Forever Young – Caroline de Vivaise

### Najlepszy dźwięk
- Noc 12 października – François Maurel, Olivier Mortier, Luc Thomas
  - Niewinny – Laurent Benaim, Alexis Meynet, Olivier Guillaume
  - Listopad – Cedric Deloche, Alexis Place, Gwennole Le Borgne, Marc Doisne
  - Tańcz, Elise – Cyril Moisson, Nicolas Moreau, Cyril Holtz
  - Pacifiction – Jordi Ribas, Benjamin Laurent, Bruno Tarriere

### Najlepszy film animowany
- Moje słońce Mad – Michaela Pavlátová
  - Ernest i Celestyna: Misja muzyka – Jean-Christophe Roger i Julien Chheng
  - Szczęście Mikołajka – Amandine Freidon i Benjamin Massoubreth

### Najlepszy film dokumentalny
- Powrót do Reims – Jean-Gabriel Périot
  - Les années Super 8 – Annie Ernaux i David Ernaux-Briot
  - Serce dębu – Laurent Charbonnier i Michel Seydoux
  - Jane według Charlotte – Charlotte Gainsbourg
  - Allons enfants – Thierry Demaizière i Alban Teurlai

### Najlepszy krótkometrażowy film dokumentalny
- Maria Schneider, 1983 – Elisabeth Subrin
  - Ecoutez le Battement de Nos Images – Audrey Jean-Baptiste i Maxime Jean-Baptiste
  - Churchill, Polar Bear Town – Annabelle Amoros

### Najlepszy film krótkometrażowy
- Partir un jour – Amélie Bonnin
  - Właściwe słowa – Adrian Moyse Dullin
  - Le roi David – Lila Pinell
  - Cnoty niewieście – Stéphanie Halfon

### Najlepszy animowany film krótkometrażowy
- Seksualne życie babci – Urška Djukić, Émilie Pigeard
  - Noir-soleil – Marie Larrivé
  - Caline – Benoît Ayraud

### Najlepsze efekty specjalne
- Notre-Dame płonie – Laurens Ehrmann
  - Palenie powoduje kaszel – Sebastien Rame
  - Pięć diabłów – Guillaume Marien
  - Listopad – Mikael Tang Uy
  - Pacifiction – Marco del Bianco